# ادگات
ادگات در امارات متحده عربی است که در فجیره واقع شده‌است.